# La Iglesia de Jesucristo de los Santos de los Últimos Días en Andorra

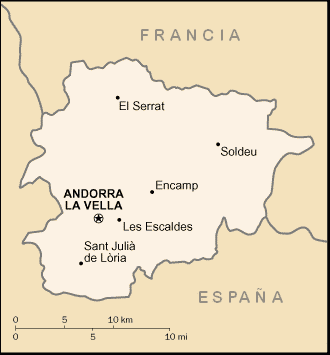
Actualmente hay 58 miembros de la IJSUD en Andorra.

La Iglesia de Jesucristo de los Santos de los Últimos Días (Església de Jesucrist dels Sants dels Darrers Dies en catalán) poseía cinco miembros en Andorra en 1991.
La primera persona en ser bautizada en ese país fue Marlize Gomez Lima el 11 de abril de 1992. La Rama de Andorra se creó en agosto de 1993 y los primeros presidentes de la Rama fueron Javier Ortega y José Luis Bota, que no vivieron en los límites de la rama. Antes los miembros debían recorrer 84 millas hasta Lérida para asistir a las reuniones.
En ese mismo año se concedió la libertad religiosa y la Iglesia SUD pidió reconocimiento oficial. En 1994 la rama recibió su propia casa de reuniones. Anteriormente las reuniones se hacían en casas de particulares. Javier Agulced Jerez fue bautizado junto con su mujer y sus dos hijos en marzo de 1998 y se convirtió en el primer presidente de la rama que vivía en ella.
En la actualidad hay 58 miembros en Andorra y una rama.